# Павліський Василь Михайлович
Василь Михайлович Павліський (26 січня 1941 — 20 лютого 2025) — український машинобудівник та агротехнік, доктор технічних наук, професор, заслужений машинобудівник України, дійсний член Української академії економічної кібернетики. Ректор Бережанського агротехнічного інституту з 2000 до 2017 року. У 60-х роках ХХ століття відомий як футболіст, що грав на позиції захисника в команді «Спартак» (Івано-Франківськ).

## Біографія
У 1962 році Василь Павліський став гравцем футбольної команди класу «Б» «Спартак» зі Станіслава, перейменованого цього року в Івано-Франківськ. У команді грав до 1965 року, провів у її складі більш ніж 77 матчів.
Після завершення виступів на футбольних полях Василь Павліський очолював Брошнівський ліспромгосп. У 1992 році Павліський очолив Бережанський технікум механізації і електрифікації сільського господарства, який у цьому році реорганізовано в агротехнічний коледж. У 2000 році заклад реорганізовано в Бережанський агротехнічний інститут у складі Національного аграрного університету, і Павліський став його першим ректором. У 2002 році Василь Павліський став почесним громадянином Бережан.
У 1998 році Василь Павліський захистив докторську дисертацію, та став доктором технічних наук.. Серед наукових інтересів Павліського є також розробка біопаливних систем для видобування електричної та теплової системи із соломи. Василю Павліському присвоєно звання заслуженого машинобудівника України, його занесено на дошку пошани міста Бережани.
На посаді керівника агротехнічного інституту Василь Михайлович Павліський працював до 2017 року, після чого його змінив Мирон Жибак.
Помер 20 лютого 2025 року у віці 84 роки.

## Особисте життя
Братом Василя Павліського є футболіст Ярослав Павліський, який також тривалий час грав за «Спартак» зі Івано-Франківська, а пізніше працював головним тренером команди «Лисоня» з Бережан.